# Agustín Barrios
Agustín Pío Barrios Mangoré (San Juan Bautista de las Misiones, 5 maggio 1885 – San Salvador, 7 agosto 1944) è stato un chitarrista e compositore paraguaiano.

## Biografia
Agustín Pio Barrios Mangoré, nato a Misiones in Paraguay nel 1885, morto a San Salvador nel 1944, è uno dei grandi maestri storici della chitarra. La sua figura si colloca, nel panorama generale dell'arte latino-americana, accanto a quella dei massimi musicisti, scrittori e poeti che seppero riunire, nella loro opera, l'eredità della tradizione europea e gli aspetti vitali delle culture originarie dei paesi in cui erano nati e nel caso di Barrios di tutto il continente.
Concertista acclamato e discusso, esaltato e denigrato, Barrios trascorse una vita errabonda, percorrendo tutto il sud e il centro America senza mai stabilirsi definitivamente in alcun luogo, salvo che a San Salvador, la capitale di El Salvador, durante i suoi ultimi anni di vita, quando la sua salute declinava irrimediabilmente. Per un certo periodo si presentò in pubblico, pur seguitando a eseguire il repertorio classico della chitarra e le sue composizioni, abbigliandosi in costume guarani, con il capo adorno di piume ed il nome d'arte di Mangoré, un cacicco indio che aveva fieramente avversato la colonizzazione. Fu anche, brevemente, in Europa nel 1935 e suonò al Conservatorio di Bruxelles, in abiti normali e con il suo vero nome, ma ritornò quasi subito in Sud America dove, nonostante la celebrità leggendaria a cui era assurto, la sua arte non fu mai pienamente compresa e apprezzata nel suo reale valore.
La sua gloria è legata alle composizioni per chitarra sola che egli scrisse nelle diverse epoche della sua avventurosa esistenza. Molte di esse sono pagine a ispirazione popolaresca, sapientemente depurate e ricche di fascinosi effetti strumentali; altre si rivolgono alla musica romantica e traboccano di invenzioni melodiche e di raffinate armonie; in altri casi il modello di Barrios è nei preludi di Bach, ma non mancano, nella sua opera, pagine di pura e ardita speculazione armonica, come lo splendido "Preludio en do menor", nel quale il compositore si lascia alle spalle le memorie folcloriche e la soggezione ai grandi maestri e si eleva in una solitaria meditazione intrisa di poesia e di spiritualità.
Una leggenda che vede lo stesso Barrios, dice: trovandosi fuori ad una cattedrale, sentí un organo suonare, eppure entrandovi non vide alcun suonarlo; e questo ispiró il brano "La Catedral".
Grande importanza assumono, da un punto di vista musicologico, le incisioni su disco delle sue composizioni che Barrios eseguì, a partire dal 1913, per la casa discografica Atlantis/Artigas. Tali incisioni sono considerate le prime registrazioni chitarristiche della storia, e notevole è il contributo di Barrios nello sviluppo della discografia in tale ambito. Esse sono inoltre una importante testimonianza per ricostruire l'evoluzione dello stile esecutivo dal XIX al XX secolo.

## Composizioni

### Opere per chitarra sola
- 3 Paraguayan Dances
- ¡Ay, ay, ay!
- A mi madre
- Aconquija
- Adagio (dalla Sonata op.27 no.2 "Al Chiaro di Luna")
- Aire de Zamba
- Allegro Sinfonico
- Armonias de America
- Caazapa (Aire popular paraguayo)
- Cancion de Cuna
- Cancion de la Hilandera
- Capricho Español
- Chôro de Saudade
- Confesion
- Contemplacion
- Cordoba
- Cueca (Danza Chilena)
- Danza Guarani
- Dinora
- Divagacion
- Don Perez Freire
- Escala y Preludio
- Estilo uruguayo
- Estudio de concierto
- Estudio del ligado
- Estudio enconcluso
- Estudios
- Gavota al Estilo Antiguo
- Humoresque
- Julia Florida (Barcarola)
- Junto a tu corazon (Vals)
- La Catedral
- Las Abejas
- Leyenda de España
- Madrigal Gavotta
- Maxixa
- Mazurka Appassionata
- Medallon Antiguo
- Minuetos
- Oración por Todos
- Pais de Abanico
- Pepita
- Pericon
- Preludios
- Romanza en imitación al violoncello
- Sarita
- Serenata Morisca
- Tangos
- Träumerei op.15 no.7
- Tu y yo
- Tua Imagem (Vals)
- Un Sueño en la Floresta
- Un Sueño en la Menequita
- Una Limosna por el Amor de Dios
- Vals op.8 n.3
- Vals op.8 n.4
- Variacion al Estudfio no.3
- Variacion al Estudio no.6
- Vidalita
- Villancico de Navidad